# Compagnie britannique des Indes orientales
Pour les articles homonymes, voir Compagnie des Indes orientales et East India Company (jeu vidéo).
La Compagnie des Indes orientales, appelée dans un second temps Compagnie britannique des Indes orientales (d'abord anglaise, sous le nom de East India Company, EIC, puis britannique sous le nom de British East India Company, BEIC) a été créée le 31 décembre 1600 par une charte royale de la reine Élisabeth Ire d'Angleterre lui conférant pour 20 ans le monopole du commerce dans l'océan Indien.
Première des compagnies européennes fondées au XVIIe siècle pour conquérir « les Indes » et dominer les flux commerciaux avec l'Asie, elle trouve sa place face à la compagnie néerlandaise des Indes orientales, la célèbre VOC, et prend l'avantage sur la Compagnie française des Indes orientales qu'elle conduit à la ruine en conquérant toutes ses possessions en Inde, tout en survivant à une grave crise financière. Elle marque profondément la création du futur Empire britannique.
Elle devient l'entreprise commerciale la plus puissante de son époque et acquiert des fonctions militaires et administratives régaliennes dans l'administration de l'immense territoire indien. Heurtée de plein fouet par l'évolution économique et politique du XIXe siècle, elle décline progressivement, puis disparaît en 1858 après la révolte des cipayes.
Depuis ses quartiers généraux de Londres, son influence s'est étendue à tous les continents : elle a, entre autres, présidé à la création des Indes britanniques et du Raj, fondé Hong Kong et Singapour, répandu la culture du thé en Inde et l'usage de l'opium en Chine, retenu Napoléon captif à Sainte-Hélène, et s'est trouvée directement impliquée dans la Boston Tea Party qui servit de déclenchement à la guerre d'indépendance des États-Unis.

## Contexte historique
À la suite des croisades ouvrant les routes de l’Orient, les activités commerciales et financières favorisent le capitalisme naissant des républiques italiennes au long des XIIIe et XIVe siècles avant que le commerce ne profite aussi à l’Angleterre et aux pays de la mer du Nord. Deux grands pôles concentrent le commerce de l’Europe, l’Italie du Nord et les pays de la Baltique où prospère la Ligue hanséatique depuis le Moyen Âge.
La fin du XVe siècle est marquée par les Grandes découvertes : l’Amérique par Christophe Colomb en 1492, mais surtout l’Asie (nommée à l'époque : les Indes orientales) grâce au contournement du cap de Bonne-Espérance par le Portugais Vasco de Gama en 1498.
À l’aube du XVIe siècle, la puissante république de Venise domine la mer Méditerranée, et par là, grâce à ses relations avec les comptoirs du Moyen-Orient le commerce des produits — essentiellement des épices — venus du Levant et de l’océan Indien. Le contrôle de ces produits venus d’Extrême-Orient par caravane ou par navire lui assure la domination des marchés d’Europe. Cette domination commence toutefois à être contestée par la ville d’Anvers, devenue l’entrepôt du poivre importé par le Portugal, utilisant la nouvelle route maritime du Sud.
À partir des années 1570, le commerce de Venise en Méditerranée est mis à mal par les marchands nordiques qui inondent les marchés de produits contrefaits, allant jusqu’à orner leurs tissus du sceau vénitien afin d’en renforcer l’attrait. L’industrie méditerranéenne perd alors à la fois ses clients et sa renommée. Pendant ce temps, l’Espagne met en place le commerce de l’or en provenance des nouveaux territoires qu’elle a découvert en traversant l’océan Atlantique. Mais elle connaît à son tour un déclin important à la fin du XVIe siècle.
Au début du XVIIe siècle, les Provinces-Unies sont encore en guerre contre la couronne espagnole pour obtenir leur indépendance. La situation sociale y est différente de celle du reste de l’Europe. Le commerce y est fortement développé avec l'extension de grandes villes : une puissante élite bourgeoise anime la politique de ces États, plutôt que la noblesse féodale plus campagnarde. Les privilèges de ces oligarques patriciens sont proches de ceux de la noblesse.
À la fin du XVIe siècle, les Néerlandais commencent à s’intéresser aux Indes et envoient une première expédition en 1592 avec quatre navires dont trois reviennent à Amsterdam en 1597, sans avoir fait de substantiels profits. Mais l’expédition n’est qu’un précédent au développement d’un important commerce que l’Empire portugais déclinant ne peut contrer. Entre 1598 et 1602, les Néerlandais envoient 65 navires divisés en 14 flottes vers l’océan Indien. Les flottes qui réussissent à revenir permettent des bénéfices atteignant jusqu’à 265 %, mais ceux-ci pourraient être encore accrus, s’il n’y avait une multiplicité de compagnies se faisant une concurrence effrénée en Asie.

## Création et développement

### Création de la compagnie

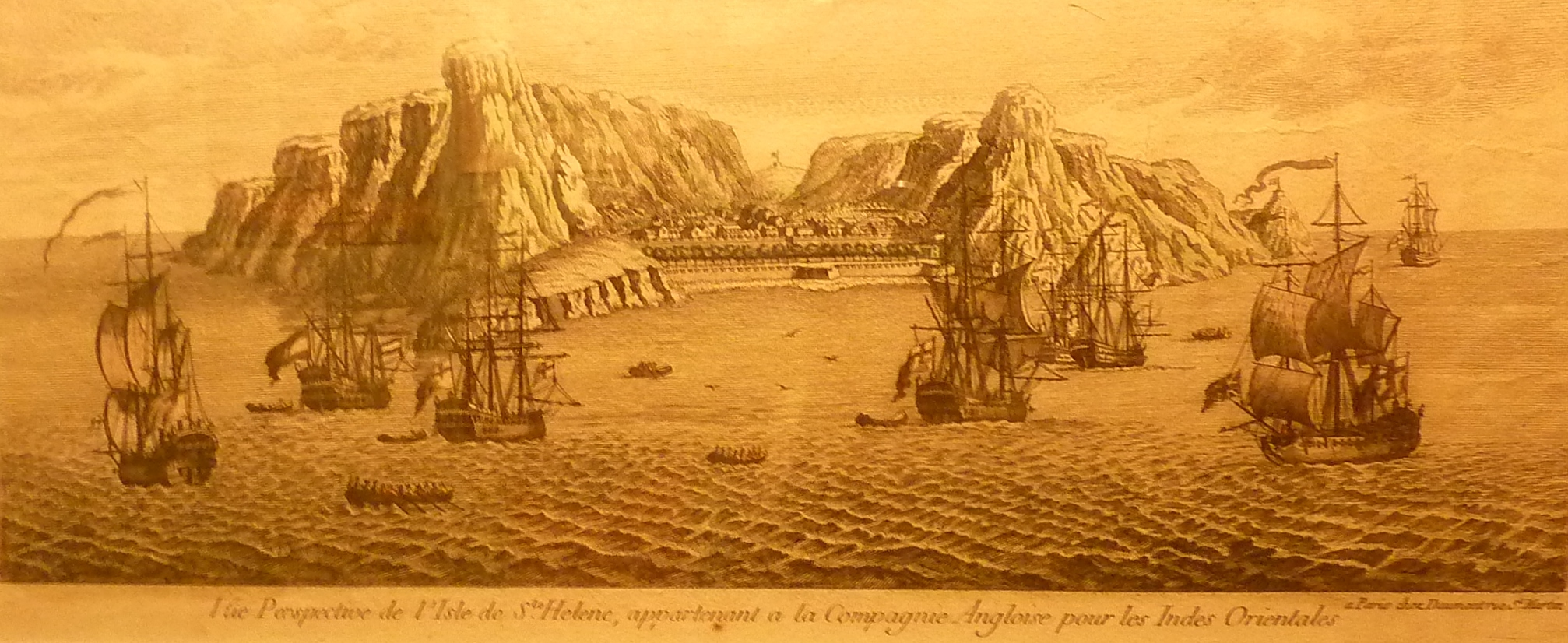
Jean-François Daumont : Vue de l'île de Sainte-Hélène [elle appartenait à la Compagnie britannique des Indes orientales] (estampe, 2e moitié du XVIIIe siècle).

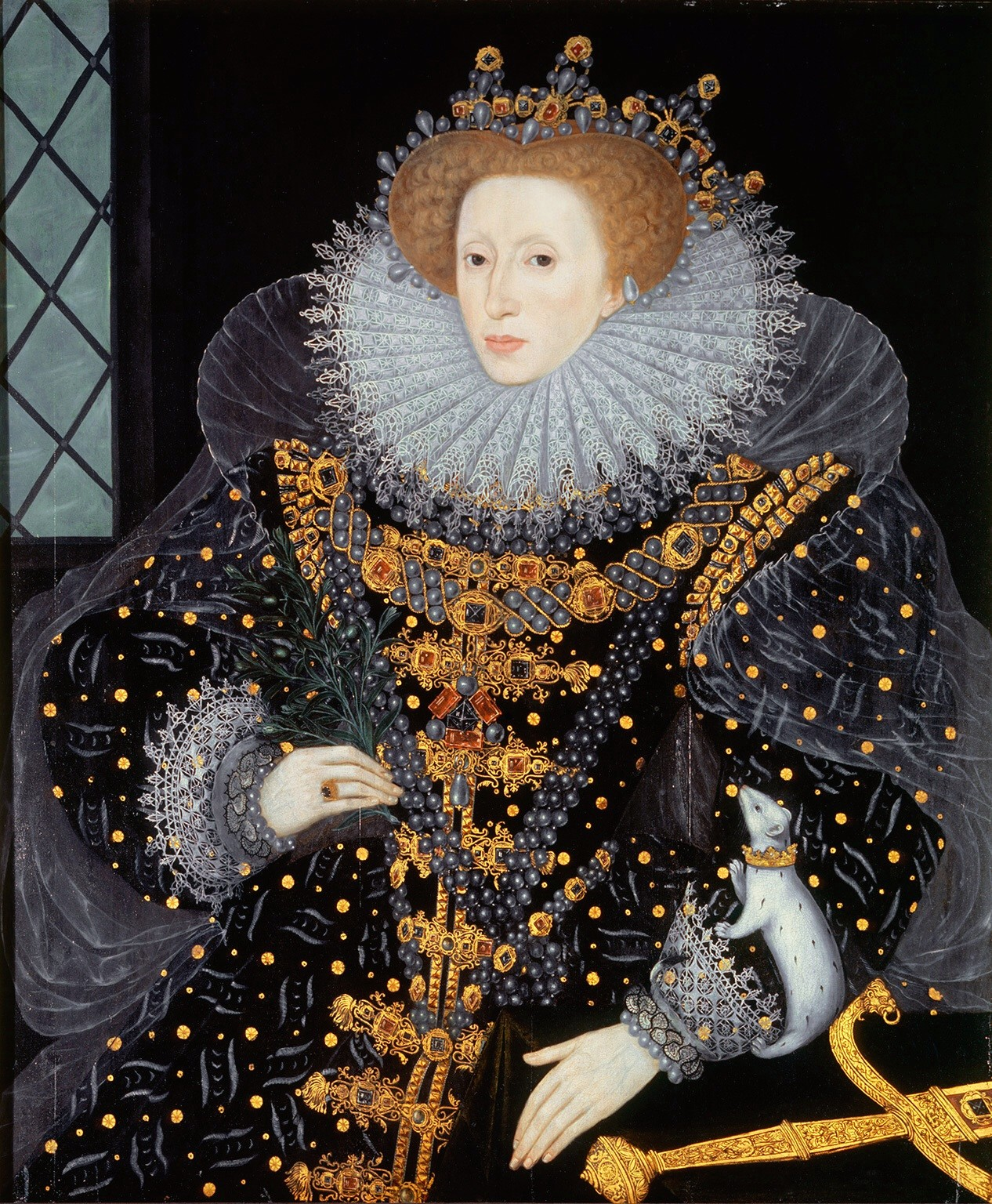
Élisabeth Ire d'Angleterre autorise la création de la Compagnie.

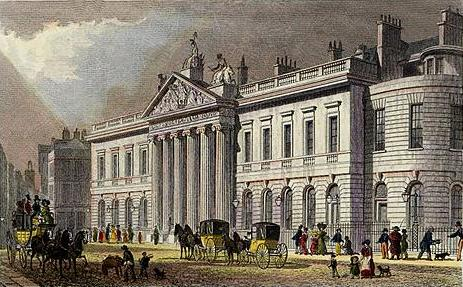
East India House, Londres, par Thomas Shepherd, 1828.

La Compagnie ou East India Company fut fondée en tant que The Company of Merchants of London Trading into the East Indies par un ensemble d'hommes d'affaires entreprenants et influents, qui obtinrent une charte de la couronne d'Angleterre lui octroyant l'exclusivité du commerce avec les Indes orientales pour une période de vingt ans.
Initialement, cette création n’ébranla point le contrôle des Néerlandais sur le trafic des épices et la Compagnie eut des difficultés à établir un premier comptoir durable en Inde. Finalement, des navires lui appartenant accostèrent à Surate qui fut érigé en comptoir commercial en 1608. Les deux années suivantes, elle réussit à créer sa première factorerie (comme les comptoirs étaient alors nommés) dans la ville de Machilipatnam sur la côte de Coromandel dans le golfe du Bengale.
Les profits très élevés rapportés par la Compagnie après son établissement en Inde (vraisemblablement en raison de la réduction des coûts de trafic dans les comptoirs), poussèrent le roi Jacques Ier à accorder des licences à d’autres compagnies commerciales en Angleterre. Cependant, en 1609, la charte de la Compagnie est renouvelée : elle se voit octroyer le monopole du commerce avec les Indes orientales pour une période indéfinie, mais incluant une clause stipulant qu'il cesserait si les affaires de la compagnie devenaient non profitables trois années de suite.

### Organisation

Premier blason de la compagnie britannique des Indes orientales.

Autre marque ancienne de la compagnie.

La Compagnie est organisée comme beaucoup d'autres sociétés lancées à l'époque comme une « regulated company ». Elle réunit des actionnaires qui renoncent à agir seuls pour le même objet. Le capital est réuni pour le montant que chacun veut verser et tous peuvent reprendre leur part à la fin de chaque expédition. De ce fait, le capital (joint-stock) n'est pas fixe : la Compagnie est dotée d'un capital initial de 68 373 livres sterling partagé entre 125 actionnaires pour le premier voyage, 60 450 £ pour le second. C'est une situation très différente du choix fait par la VOC d'immobiliser un capital fixe, dont les parts (actions) sont librement négociables en bourse.
La compagnie est gérée à partir de son quartier général de Londres par un gouverneur et 24 directeurs qui forment la Cour des Directeurs. Ils étaient nommés et étaient responsables devant l'Assemblée des propriétaires.
En Inde, quelques employés et des soldats furent mis en place. En 1647, la Compagnie disposait de 23 factoreries, chacune placées sous le contrôle d’un facteur, d’un maître marchand ou d’un gouverneur selon les cas, et 90 employés résidaient en Inde.
Enfin, dans la première moitié du XVIIe siècle, les principaux comptoirs furent fortifiés comme le fort William à Calcutta ou le fort Saint-George à Madras, et le château de (en) Bombay érigé.

### Échec contre les Néerlandais en Indonésie
Sumatra, réputée riche et regorgeant d'or, est la première contrée qu'aborderont les bateaux de la Compagnie. Les premiers ports qu'ils abordent sont en Aceh, à Jambi, Indrapura (sultanat de Siak), Padang et Pariaman (ouest de Sumatra), Bengkulu et Sillebar (au sud de Bengkulu).
Durant ses premières années, elle a peu de succès dans le commerce des épices largement dominé par la compagnie néerlandaise des Indes orientales et ne peut établir d'avant-poste durable en Indonésie. Ses négociants entrent souvent en conflit avec leurs concurrents néerlandais, portugais ainsi que français dans l’océan Indien.
La Compagnie se heurtait aux intérêts de la compagnie néerlandaise des Indes orientales, la VOC, créée deux ans après elle, et qui supplantait les Portugais dans tout l'archipel indonésien. Sous la direction de Jan Pieterszoon Coen, qui avait fondé Batavia dans l'ouest de l'île de Java, « elle remporta une importante victoire sur les hommes de la Compagnie en 1619 », forçant celle-ci à se replier sur le continent indien.

### Début des opérations en Inde

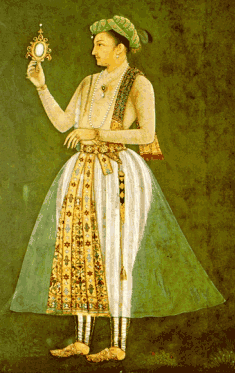
Jahângîr.

Réalisant peut-être la futilité de mener des guerres de course dans des mers reculées, les Anglais décidèrent d’explorer la possibilité d’obtenir un établissement permanent sur le continent indien. La victoire remportée sur la flotte portugaise à la bataille de Swally en novembre 1612 fut un évènement capital qui fournit à la Compagnie les faveurs de l’empereur moghol Jahangir. Cette conquête territoriale devait être reconnue par les deux monarchies, et la Compagnie requit aussi auprès de la Couronne anglaise le lancement d'une mission diplomatique.
En 1615, Sir Thomas Roe est envoyé par le roi Jacques Ier à Âgrâ, à la cour de l'empire moghol, qui régnait alors sur la plus grande partie du sous-continent indien. Le but de cette mission était d'obtenir pour la Compagnie le droit d'établir des comptoirs exclusifs dans certaines places comme Surate. En échange, elle proposait d'approvisionner l'empereur en produits manufacturés européens.

Two views of an East Indiaman of the time of King William III Deux vues d'un East Indiaman (navire du Compagnie) de l'époque du Guillaume III. Le navire hisse le drapeau anglais sur le grand mât et le pavillon rayé de la Compagnie, une variante du Red Ensign anglais, à l'arrière. (Isaac Sailmaker, c. 1685, National Maritime Museum).

La mission fut un succès complet, et un traité fut signé accordant la protection des Moghols aux négociants de la Compagnie en leur ouvrant l'ensemble des territoires avec totale liberté de commercer, mais sans toutefois leur accorder d'exclusivité.

## Conquête de l'Inde
Malgré cet accord politique avec l'Empereur moghol et les premiers succès commerciaux, la Compagnie dut affronter plusieurs difficultés avant le début du XVIIIe siècle, siècle d'une domination incontestée.

### Critique du «système mercantile»
Les marchés en Orient n'étant pas preneurs de marchandises européennes, comme les draps, principale production anglaise et flamande, la Compagnie devait exporter de plus en plus de métaux précieux. Pour lutter contre les critiques de plus en plus fortes sur cette « hémorragie » d’or et d’argent, il fallut que l'un des directeurs de la compagnie, Thomas Mun prenne, en 1621, la défense des pratiques de la Compagnie en échafaudant les premiers éléments de la théorie de la balance commerciale, doctrine qu'Adam Smith critique ensuite sous le nom de « système mercantile ».

### Vers le monopole

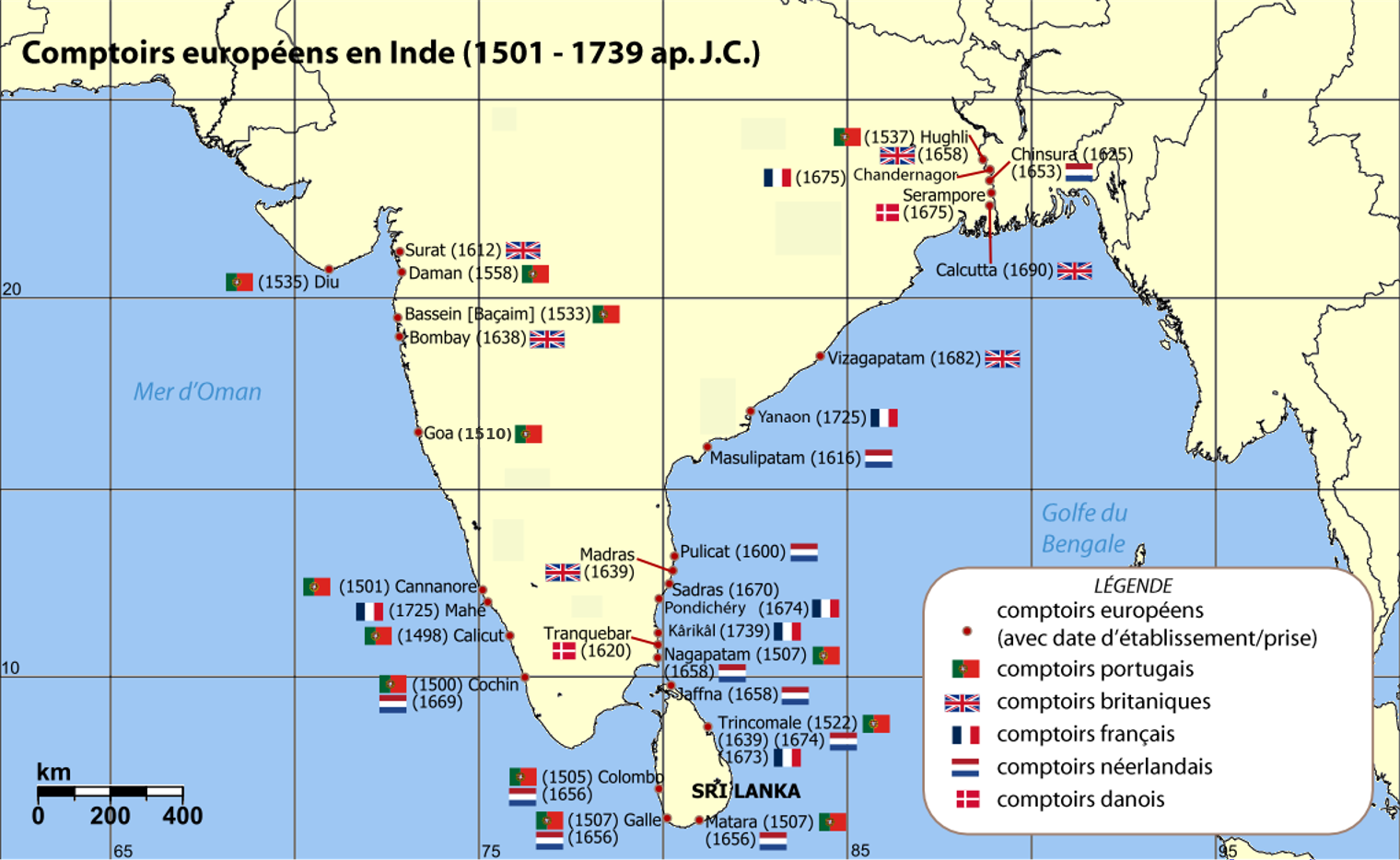
Les comptoirs européens en Inde (les frontières des pays et les drapeaux sont anachroniques).

La Compagnie avec un tel patronage politique réussit rapidement à éclipser l'Estado da India portugais, qui avait établi des bases à Goa, Chittagong et Bombay (qui fut plus tard cédée à l’Angleterre comme un élément de la dot de Catherine de Bragance). Elle réussit à créer des places fortes à Surat, Madras (1639), Bombay (1668) puis Calcutta en (1690).
En 1634, l’Empereur moghol augmenta l'ouverture de ses territoires aux négociants anglais avec la région du Bengale, et en 1717, il supprima complètement les droits de douane.
Les principaux revenus de la Compagnie devenaient l'exportation du paprika, du coton, de la soie, de l'indigo, de l'ivoire, du salpêtre et du thé.

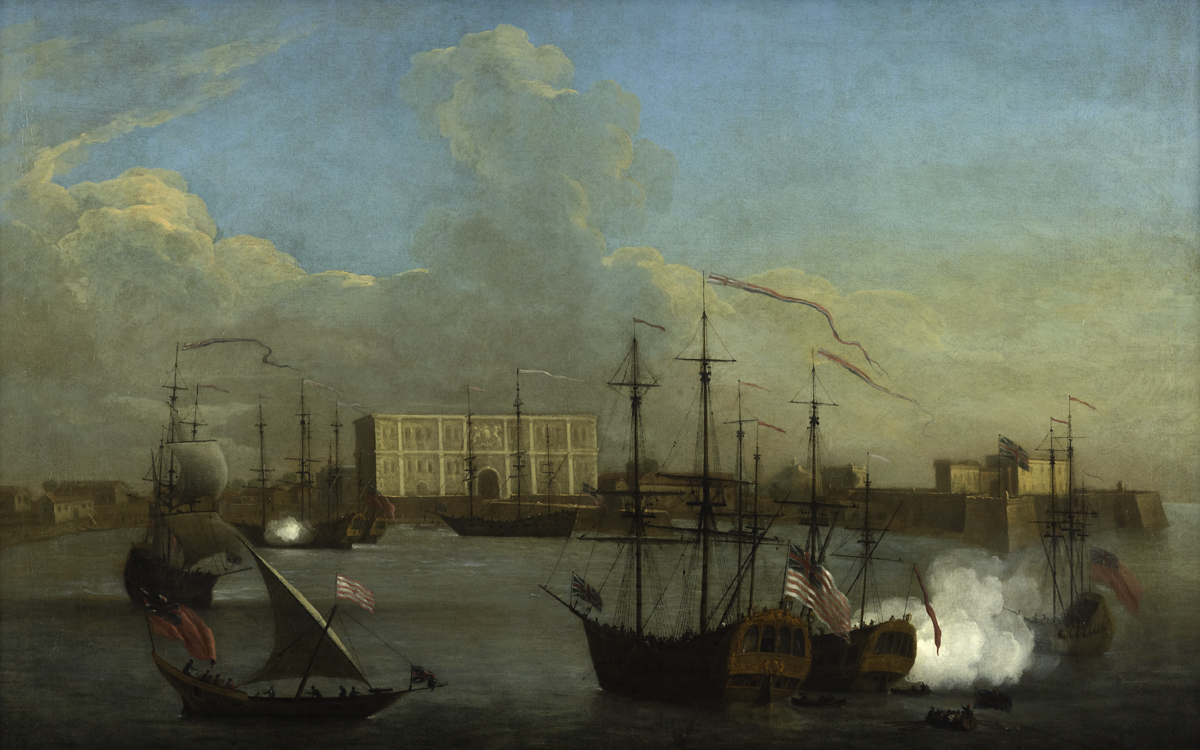
Navire de la Compagnie à Bombay (tableau de 1732).

En 1657, Oliver Cromwell renouvela la charte de 1609, tout en apportant quelques retouches mineures à son organisation capitalistique.
La situation de la Compagnie fut encore améliorée par la restauration de la monarchie en Angleterre. En 1670, le roi Charles II accorde par cinq décrets à la Compagnie le droit d'acquérir de nouveaux territoires autonomes, de frapper de la monnaie, de commander des troupes armées, d'avoir une activité diplomatique et d'exercer la justice sur ses territoires. Elle devient alors une formidable machine de pouvoir en Inde et en Angleterre.

### Remise en cause de la suprématie
La prospérité des employés de la compagnie leur permit de revenir dans leur pays, établir des affaires et obtenir un pouvoir politique, par un efficace système d'influence au Parlement. Cependant, en raison de la pression d'ambitieux hommes d'affaires qui souhaitaient établir leurs firmes privées de négoce en Inde, une loi de dérégulation fut votée en 1694. Cela ouvrit la possibilité de créer des entreprises concurrentes en mettant fin à près de cent ans de privilège. Par une loi de 1698, une compagnie rivale, la English Company Trading to the East Indies, fut lancée avec une subvention garantie par l'État de 2 millions de livres.
Les deux compagnies s'opposèrent pendant quelques années, mais il devint rapidement évident que la Compagnie remporterait la compétition. Les deux compagnies se rapprochèrent sous l'égide de l'État et fusionnèrent en 1708 par un accord tripartite par lequel la Compagnie prêta une somme de 3 200 000 livres au Trésor britannique en échange d'un nouveau privilège exclusif de trois années.
Pendant les décennies suivantes, une lutte constante s'engagea entre les groupes de pression de la Compagnie qui souhaitait une solution définitive et le Parlement qui ne souhaitait pas renoncer à la possibilité de capter une source importante de revenus. En 1712, une nouvelle loi renouvela le statut de la compagnie, bien que la dette du Trésor fut remboursée. En 1720, 15 % des importations britanniques provenaient d'Inde, quasi essentiellement par l'intermédiaire de la Compagnie.
En 1730, la licence fut prolongée jusqu'à 1766. Cependant, la rivalité entre la France et la Grande-Bretagne s'intensifiait et des escarmouches fréquentes se produisaient pour le contrôle de territoires. En 1742, craignant les conséquences monétaires d'une guerre, le gouvernement britannique accepta de prolonger la durée de l'exclusivité en Inde jusqu'à 1783 en échange d'un nouveau prêt d'un million de livres. Lorsque la guerre de Sept Ans éclata, de nombreux affrontements se déroulèrent en Inde entre les troupes de la Compagnie et les forces françaises. À la fin de la guerre, en 1757, les Conseils juridiques de la Couronne britannique émirent la Pratt-Yorke opinion (en) qui différenciait les territoires acquis par conquête de ceux acquis par des arrangements privés. L'opinion concluait que, bien que la Couronne exerçait la souveraineté sur tous les territoires, elle n'en détenait la propriété que des seuls territoires conquis.

### Éviction des Français en 1760

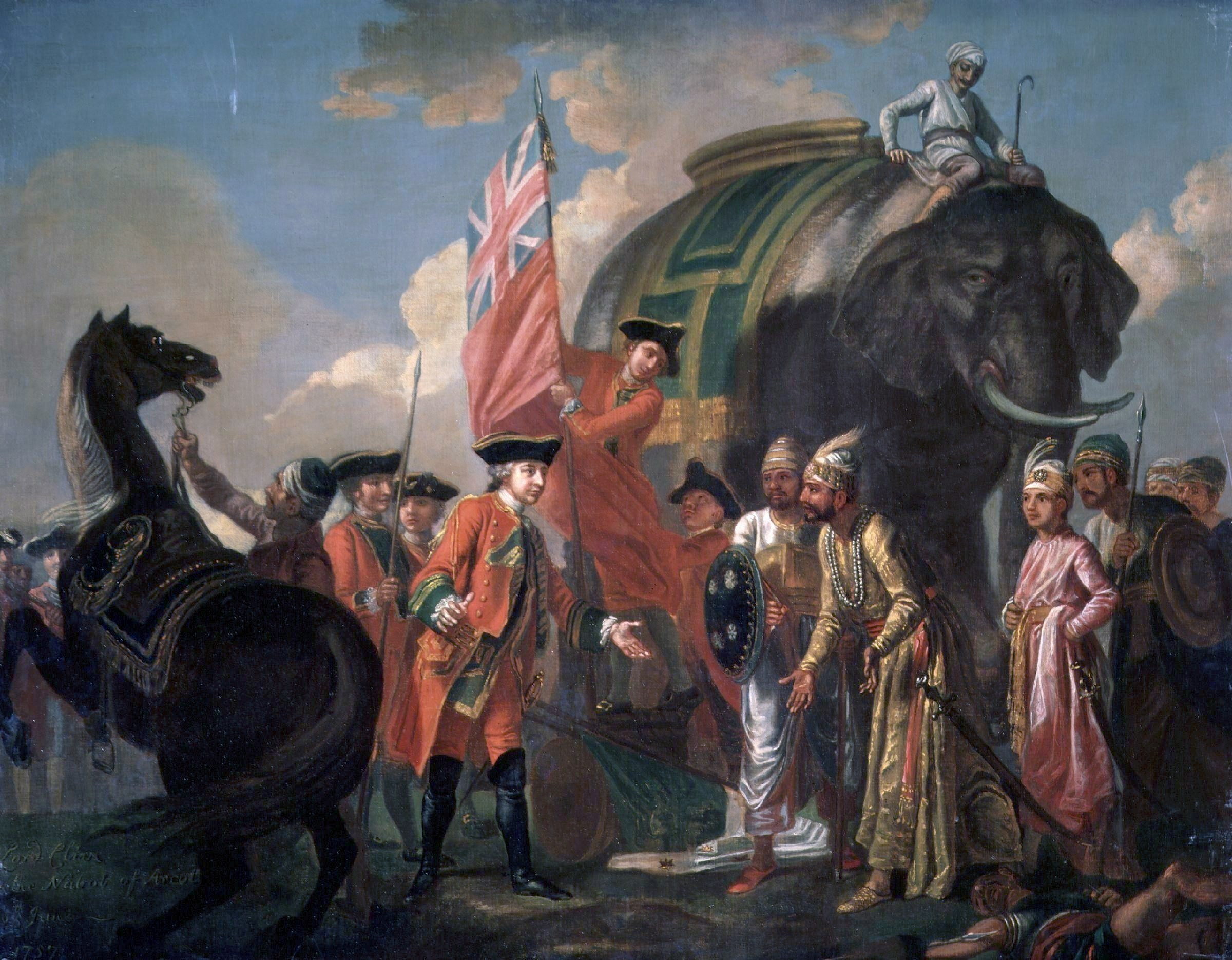
Lord Clive rencontre Mir Jafar après la bataille de Plassey -peinture de 1762.

En 1757, la victoire de Robert Clive à la bataille de Plassey pour le compte de la Compagnie pendant la guerre de Sept Ans met un coup d'arrêt aux prétentions françaises en Inde, assure la suprématie britannique sur la péninsule indienne et offre à la Compagnie le contrôle du Bengale, la province la plus peuplée et la plus profitable. Auréolé de ses nombreuses victoires militaires et après un retour de cinq ans en Angleterre, Clive est nommé gouverneur du Bengale (en) en 1765. Désormais, la compagnie percevait des impôts et dirigeait l'administration gouvernementale.

## Puissance

### Expansion en Asie
En même temps, elle entamait le monopole néerlandais du commerce des épices dans le détroit de Malacca, que ceux-ci avait acquis en évinçant les Portugais en 1640-41. En 1711, elle établit un comptoir à Canton (Guangzhou), en Chine, pour échanger du thé contre de l'argent.

### Règne de la compagnie en Inde
Le début de l’Inde britannique peut être daté des lendemains de la victoire de Robert Clive en 1757 à la bataille de Plassey (au nord de Calcutta), sur le nouveau nabab du Bengale Siradj al-Dawla. Ensuite survient la bataille de Buxar en 1764 forçant l'empereur moghol de désigner la Compagnie pour être le « diwan » dans les régions du Bengale, du Bihar, et de l’Orissa. Elle devenait de ce fait le suprême pouvoir dans presque toutes les plaines du Gange. Elle poursuivit son expansion depuis ses bases de Bombay vers le nord-ouest de Madras vers le centre et le Sud en menant les guerres anglo-mysore de 1766 à 1799 et anglo-maratha de 1772 à 1818.
La domination de la Compagnie en Inde prit deux formes. La première reposait sur la mise en place d’alliances de subordination entre elle et les dirigeants locaux. Ces accords, d’essence féodale, dépossédaient ceux-ci de tout réel contrôle sur leurs affaires étrangères en échange de la garantie de leur « indépendance ». Ce développement créa les États indigènes, ou les « principautés », des maharajas hindous et des nawabs musulmans. La seconde méthode, moins recherchée, était le gouvernement direct de régions ; ces zones du sous-continent constituèrent vraiment l’Inde britannique.
La compagnie renforça les assises de sa puissance en créant une nouvelle classe de grands propriétaires fonciers à partir de fractions des anciens zamindars. Une politique consistant à vaincre certains princes et à en soudoyer d'autres, permit d'étendre la domination britannique sur l'ensemble du sous-continent. Les Marathes furent conquis en 1818, les Sikhs en 1849, les régions de Sind et de l'Awadh respectivement en 1843 et 1856. Les ministres britanniques proclamaient que la politique de la compagnie était fondée sur le principe romain de diviser pour régner. En utilisant la violence dans certains cas et la corruption dans d'autres, elle jouait un dirigeant contre un autre, un royaume contre un autre, une classe privilégiée contre une autre, une caste contre une autre, une religion contre une autre, trouvant des alliés partout où elle entendait s'établir.
La Compagnie gouvernait notamment en s'appuyant sur une importante armée de mercenaires, instituée au tout début du XIXᵉ siècle. Les soldats, appelés cipayes, étaient payés grâce aux profits dégagés par le trafic d'opium avec la Chine et les taxes foncières en Inde. Initialement utilisées pour protéger le commerce, en particulier contre la France pendant la guerre de Sept Ans, ces armées permirent à la Compagnie d'intimider n'importe quel potentat local et l'aidèrent à s'emparer de tout territoire rentable qu'elle convoitait.

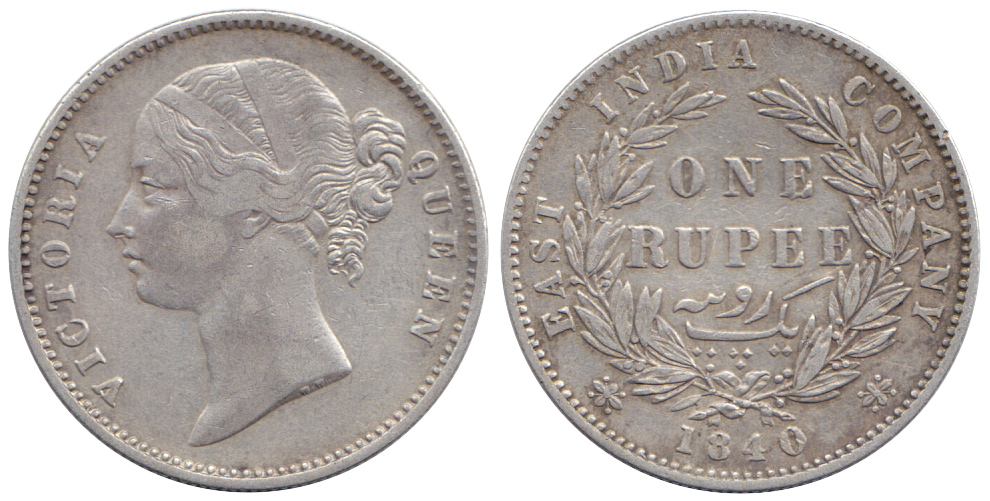
Roupie de la Compagnie britannique des Indes orientales, 1840. Argent.

Les cadres de la compagnie surent considérablement s'enrichir. Robert Clive quitta l'Inde avec 234 000 livres sterling ce qui représenterait de nos jours plusieurs millions. Le général Warren Hastings resta célèbre pour les énormes pots-de-vin qu'il prélevait. Ces pratiques entrainèrent l'aggravation de la pauvreté. De mauvaises récoltes, en 1769, furent suivies par des famines et des épidémies qui firent dix millions de morts. Dans la première moitié du XIXe siècle, la mécanisation des filatures de coton en Angleterre permit de nettement gagner en productivité, au détriment de l'industrie artisanale indienne. Les produits britanniques envahirent le marché indien, détruisant une partie de l'industrie locale et des millions d'emplois. Dépourvu de gouvernement propre, l'Inde ne pouvait défendre ses intérêts.
La proportion de la population dont la survie dépendait de l'agriculture passa de 50 % à 75 %. Alors que 25 % des revenus fiscaux étaient consacrés à payer l'armée pour maintenir l'ordre public face à d'éventuelles velléités indépendantistes, l'éducation, la santé publique, et l'agriculture devaient se contenter d'approximativement 1 % chacune. Des famines frappèrent le pays ; plus d'un million de personnes moururent dans les années 1860, trois millions et demi dans les années 1870, et jusqu'à 10 millions dans les années 1890.
Dans le même temps, des carrières sûres, financées par les impôts prélevés pour l'essentiel sur les paysans, étaient destinées aux fils de la classe moyenne supérieure britannique, dans les rangs de l'administration et de l'armée. Ils amenèrent leurs familles et créèrent des enclaves décrites dans la littérature (Une histoire birmane, Le joyau de la Couronne, Simples contes des collines, Route des Indes, etc).

### Crise financière de 1772
La Compagnie des Indes orientales connait des difficultés financières en 1772 à la suite de spéculations à Londres et Amsterdam, qui déclenchent une crise financière, après la faillite de l'Ayr Bank, qui avait ouvert en Écosse en 1769 et émis des billets de banque insuffisamment garantis. La Compagnie fait défaut sur certains de ses emprunts, ce qui met en difficultés son créancier, le Trésor britannique. Les 241 actionnaires de l'Ayr Bank sont mis à contribution, comme le prévoit le droit écossais de l'époque, et le système bancaire écossais résiste grâce à sa chambre de compensation sélective, qui avait permis à de nombreuses banques d'éviter de prendre les papiers de l'Ayr Bank, seules huit petites banques familiales étant entraînées dans la faillite.
Londres décide alors de renflouer la Compagnie en lui octroyant un privilège commercial en Amérique du Nord, le Tea Act de mai 1773, qui va entraîner la guerre d'indépendance des États-Unis.

### Séparation des pouvoirs
En 1773, le Parlement vote le Regulating Act (en) qui impose à la Compagnie une série de réformes économiques et administratives. Il nomme Warren Hastings au poste de gouverneur général des Indes britanniques créé pour l'occasion. La Compagnie est autorisée à conserver le monopole du commerce sous certaines conditions, notamment financières, ce qui l'entraînera peu à peu vers son déclin.
En 1784, une nouvelle loi est votée afin de séparer clairement la gouvernance des territoires des Indes orientales (qui revient à la Couronne) et l'activité commerciale (qui revient à la Compagnie). Cette dernière doit donc désormais rendre des comptes à la Couronne ce qui ne l'empêche pas de continuer à se développer.
En 1789, les résultats de la Compagnie laissent clairement apparaître des pertes sous-évaluées, soit une dette réelle de 12,5 millions de livres sterling, soit 300 millions de livres tournois : c'est considérable et ceci est l'effet du conflit américain et de la crise européenne.

### Apogée commercial

Le dernier drapeau entre 1801 et 1858.

Vers le milieu du XIXe siècle, la domination de la Compagnie s'étend sur la majeure partie de l'Inde, la Birmanie, Singapour et Hong Kong, un cinquième de la population mondiale passant ainsi sous son autorité. La Compagnie occupe les Philippines, fait la conquête de Java, et administre les Établissements des détroits à partir de 1826.

### Indiamen

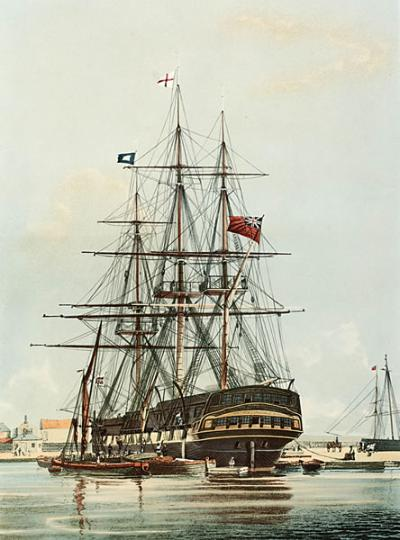
L’indiaman Repulse (1820) aux East India Docks de Londres.

Les indiamen furent des navires utilisés par les compagnies des Indes Orientales pour accomplir une fonction double : transporter des passagers et des marchandises, ainsi que résister à l'attaque des corsaires. Son nom vient de l'anglais : indiaman (au pluriel indiamen) signifie « homme des Indes ».

## Déclin

### Guerres de l'opium
Tout au long du XVIIIe siècle, la Grande-Bretagne dut subir un énorme déficit commercial avec la Chine des Qing à cause des achats massifs de thé, qui occasionnaient d'importantes sorties de capitaux. La Compagnie imagina alors d'y exporter de l'opium indien. En 1773, elle créa un monopole sur l'achat d'opium au Bengale. Comme le commerce de l'opium était illégal en Chine, les navires de la Compagnie ne pouvaient y exporter leur cargaison. Aussi, l'opium produit au Bengale était vendu à Calcutta à la condition qu'il soit convoyé en Chine.
En dépit de l'interdiction de trafic et d'importation de drogue en Chine, réaffirmé en 1799, l'opium passait en contrebande depuis le Bengale, acheminé par des trafiquants et des sociétés privées (comme la société Jardine Matheson) pour à peu près 900 tonnes par an. Les règlements des passeurs étaient payés dans les établissements de la Compagnie à Canton et, en 1825, la plus grande part des achats de thé était couverte par le trafic de drogue.
En 1838, la contrebande atteignant 1 400 tonnes par an, les Chinois décidèrent d'appliquer la peine de mort aux trafiquants arrêtés et envoyèrent un nouveau gouverneur, Lin Zexu pour stopper la contrebande. Tout cela finit par la première guerre de l'opium, la saisie par les Britanniques du site de Hong Kong et l'ouverture du marché chinois de la drogue aux trafiquants britanniques. Une deuxième guerre de l'opium est livrée en 1856.

### Fin de parcours
Privée de son monopole commercial en 1813 et du commerce du thé de Chine vingt ans plus tard, la compagnie perdra finalement ses fonctions administratives en 1858 à la suite de la révolte des cipayes : c'est le début du Raj britannique. Toutes les possessions de la Compagnie passent sous le contrôle de la Couronne. En 1866, une terrible famine décime près d'un million de personnes.
Le 1er janvier 1874, la Compagnie des Indes orientales est dissoute au nom du Parlement du Royaume-Uni (East India Stock Dividend Redemption Act 1873).

## Représentations modernes

Le pavillon de la Compagnie des Indes Orientales dans les films Pirates des Caraïbes.

Dans la série de films Pirates des Caraïbes, produite par Walt Disney Pictures, la compagnie des Indes orientales tient une place prépondérante, en particulier dans les second et troisième opus. Dirigée d'une main de fer par Lord Cutler Beckett (interprété par Tom Hollander), la compagnie représente la principale menace des pirates et de leur confrérie, avec Davy Jones et son Hollandais volant. Il est aussi mentionné dans les films que le personnage de Jack Sparrow a travaillé pendant un temps pour le compte de la compagnie avant de se lancer dans la piraterie.
Lancé en 2009, le jeu vidéo East India Company met en scène diverses compagnies, dont la britannique.
Dans la télésérie Taboo, de la BBC One en 2017, la compagnie est un rouage important du scénario.
Dans la série Nautilus, sortie en 2024, la compagnie fait office d'antagoniste principal à l'équipage du capitaine Nemo.